# Ombudsman
Ombudsman (fem. ombudsmanka) je mimosoudní kontrolní úřad, který je státem pověřen k řešení stížnosti jednotlivců na jednání veřejné správy. V Česku a na Slovensku se úřad oficiálně nazývá veřejný ochránce práv.

## Historie
Slovo i institut vznikl ve Švédsku, kde byl ombudsman pověřen králem dbát na správné chování úředníků. V roce 1809 se institut ombudsmana dostal do švédské ústavy. Hromadného rozšíření se dočkal ale až v druhé polovině 20. století, v současné době je tento institut v různých formách rozšířen téměř ve 100 státech světa.
V některých zemích je institut ombudsmana oblíbený natolik, že existují i na nižších úrovních státu, samosprávy či dokonce mimo státní struktury (ve firmách, v Česku ho má například Česká spořitelna). A naopak i na celoevropské úrovni existuje evropský ombudsman.
Pro nezbytnou nezávislost ombudsman nesmí být zaměstnancem instituce, jejichž příslušníků se zastává. Takovou chybnou zkušenost učinily České dráhy a funkci, kterou by měl správně vykonávat jejich nadřízený orgán (ministerstvo dopravy), zrušily.

## Etymologie
Označení ombudsman má původ ve Švédsku a aktivní jazyková prostředí v jednotlivých zemích jej upravují do vlastních podob. V angličtině se ombudsmanovi říká public advocate, ve francouzštině défenseur des droits, ve španělštině defendor del pueblo, v italštině difensore civico, němčina potom využívá speciální označení pro zastánkyni lidských práv – ombudsfrau. Některé země upřednostňují ombudswoman, pro češtinu je optimální užití českého překladu v ženské nebo mužské verzi, aby se zabránilo jazykově groteskním složeninám cizího a českého slova typu „ombudsosoba“.

## Parlamentní ombudsman
Parlamentní (tzv. pravý) ombudsman má tyto znaky:
- je volen parlamentem,
- měl by být politicky nezávislý,
- nemá oprávnění rušit či měnit státní rozhodnutí
- může provádět vlastní šetření.

Parlamentní ombudsman může mít všeobecnou nebo jen regionální působnost. Může se také specializovat jen na určitou oblast.